# Coxinha

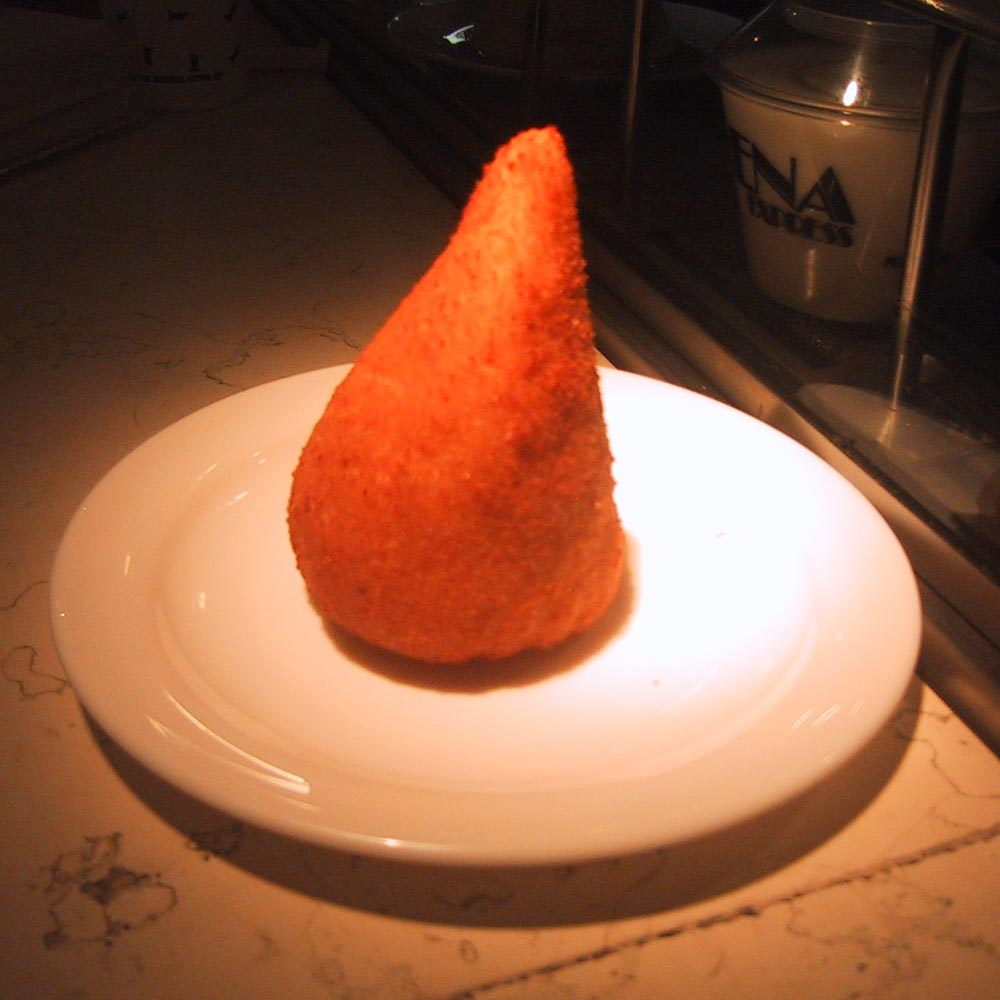
Coxinha.

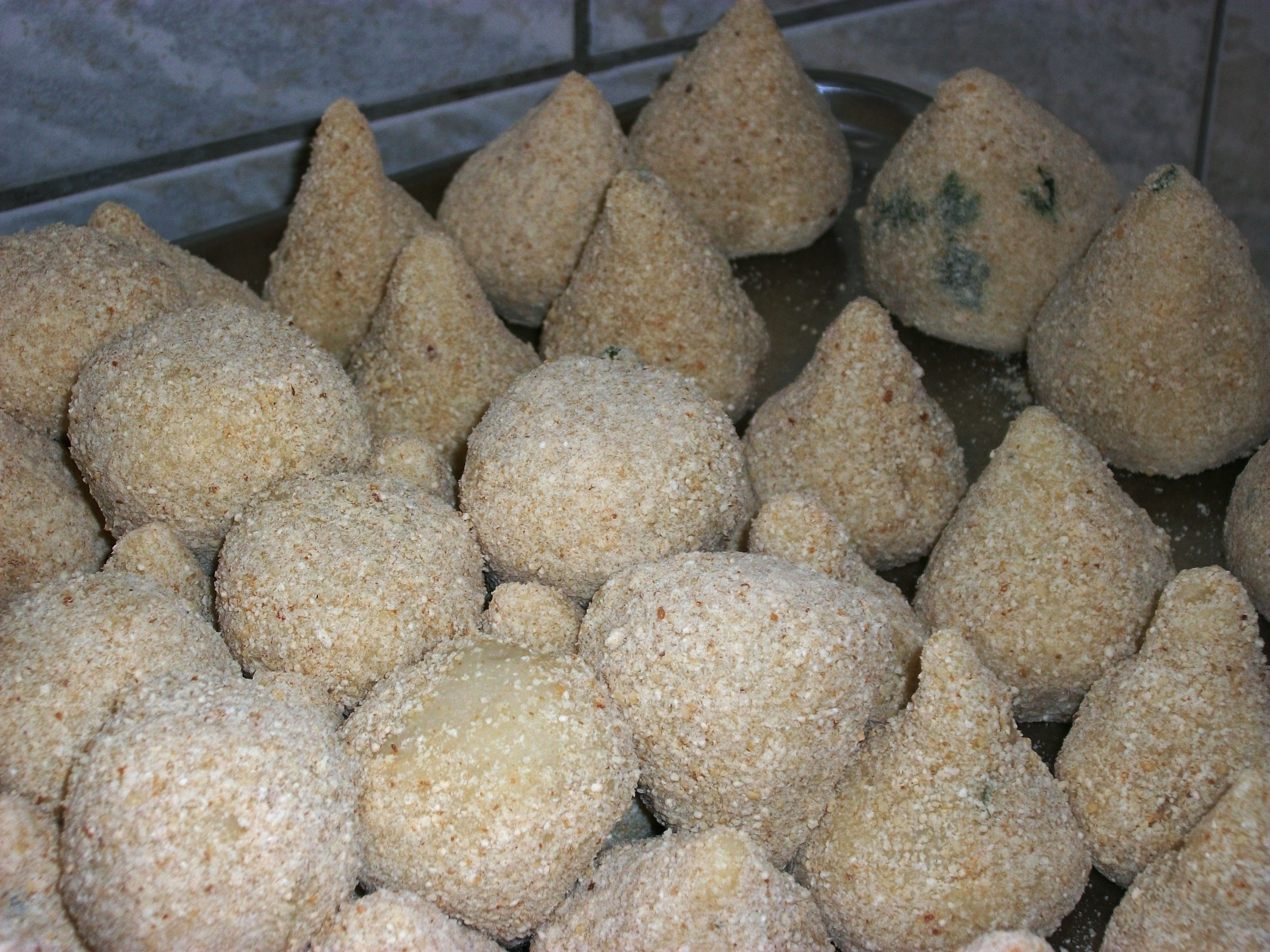
Coxinha sin freír

La coxinha es un aperitivo típico de la cocina brasileña creado en el estado de São Paulo, elaborado con pechuga de pollo deshebrada (frango) envuelto en una masa, luego empanada y frita. Tienen un aspecto similar al de las croquetas, a veces se les da forma de muslo de gallina. Se suelen servir frecuentemente con salsa picante. El nombre coxinha significa literalmente "muslito" y hace referencia a la forma y contenido del alimento. Es muy frecuente ver este tipo de aperitivo en las lanchonetes brasileñas, así como en algunas áreas fronterizas de Paraguay (Ciudad del Este) y Argentina (Puerto Iguazú) con Brasil.

## Historia
Tendría su origen en São Paulo, pero es conocida también en Portugal, llevado allí por paulistas. 
La historia se remonta al conde d'Eu y de la reina Isabel, los cuales tenían un hijo con discapacidades. Debido a esto, sus padres lo colmaban con los mejores manjares. El plato favorito del niño eran los muslitos de pollo. Un día, el cocinero no consiguió adquirirlos para la comida así que se le ocurrió hervir pollo, desilacharlo y envolverlo en una masa de harina que después freiría.
Fue tal su éxito, que la reina Isabel le pidió la receta al cocinero y la convirtió en el plato estrella para la nobleza.